# الگانکین (مریلند)
الگانکین (به انگلیسی: Algonquin) شهری در ایالت مریلند کشور ایالات متحده آمریکا است که جمعیت آن در سرشماری سال ۲۰۱۰ میلادی، ۱٬۲۴۱ نفر بوده‌است.